# شوارتساخ ایم پونگو
شوارتساخ ایم پونگو (به آلمانی: Schwarzach im Pongau) یک منطقهٔ مسکونی در اتریش است که در ناحیه سنت یوهان ایم پونگاو واقع شده‌است. شوارتساخ ایم پونگو ۳٫۲ کیلومتر مربع مساحت دارد ۶۰۱ متر بالاتر از سطح دریا واقع شده‌است.